# Rose Francine Rogombé
Rose Francine Rogombé, nascida Rose Francine Etomba, (Lambaréné, 20 de setembro de 1942 - Paris, 10 de abril de 2015) foi uma política gabonesa, foi presidente de seu país em 2009. Governou interinamente o país, depois da morte de Omar Bongo.